# 梁弄镇
梁弄镇，是中国浙江省宁波市余姚市下属的一个镇，位于余姚市中南部四明山山区北麓，距宁波机场40公里。梁弄镇总面积94.5平方公里，下辖17个行政村和1个居委会，全镇常住人口3.25万人。

## 行政区划
下辖以下地区：
正蒙社区、东溪村、梁冯村、五桂村、后陈村、让贤村、白水冲村、横坎头村、岭头村、甘宣村、汪巷村、东山村、贺溪村、横路村、明湖村、雅贤村、湖东村和高南村。